# Giovanni V Paleologo
Giovanni V Paleologo, o VI (in greco Ἰωάννης Παλαιολόγος?, Iōannēs V Palaiologos) (Costantinopoli, 18 giugno 1332 – Costantinopoli, 16 febbraio 1391), è stato un imperatore bizantino. Fu basileus dei Romei dal 1341 al 1376 e poi dal 1379 fino alla sua morte.

## Biografia
Giovanni V Paleologo era figlio primogenito di Andronico III Paleologo e Anna di Savoia.

### La guerra civile
Il 15 giugno 1341 morì Andronico III e Giovanni ereditò il trono all'età di nove anni, in un clima di guerra civile fra l'imperatrice Anna di Savoia e il reggente Giovanni VI Cantacuzeno.
Nel 1347 Giovanni Cantacuzeno riuscì a prendere il controllo dell'impero bizantino associandosi al trono e tenendolo fino al 1355, anno in cui Giovanni V riuscì ad allontanare dal potere lui e suo figlio Matteo.
Il periodo di regno di Giovanni segnò il crollo definitivo dell'impero bizantino. Durante la guerra civile la regione balcanica venne perduta a vantaggio del regno di Serbia, che vide l'espansione dei propri territori sotto la guida di Stefano Uroš IV Dušan; inoltre, nel 1354, i turchi conquistarono Gallipoli ottenendo così il controllo dello stretto dei Dardanelli e facendone la più importante testa di ponte per le loro future conquiste nei Balcani.
Subito dopo, infatti, essi iniziarono la loro espansione in Tracia fino ad arrivare a conquistare Adrianopoli. Lo spostamento della capitale turca ad Adrianopoli nel 1365 minacciò direttamente Costantinopoli.

### I viaggi in Occidente
Nei primi mesi del 1366 Giovanni V decise di recarsi in Occidente, per chiedere aiuti contro gli ottomani, visto che questi si facevano sempre più minacciosi. Giovanni lasciò il governo momentaneo dell'impero al figlio Andronico IV Paleologo, futuro erede al trono, e portò con sé i figli Manuele e Michele. Le sue richieste d'aiuto non furono ascoltate, visto che la religione dell'impero bizantino era ortodossa, così egli dovette fare ritorno in patria, ma passando per il regno di Bulgaria, fu fatto prigioniero insieme ai suoi figli. I tre furono liberati nella primavera del 1367, grazie all'intervento di Amedeo VI di Savoia, cugino di Giovanni, impegnato nella crociata sabauda.
Successivamente Giovanni nominò Manuele despota di Tessalonica, la seconda città per importanza dell'impero.
Nel 1369 Giovanni iniziò un nuovo viaggio in Occidente. Nel maggio 1370, egli fu a Venezia, dove doveva riscattare i gioielli della corona, consegnati ai veneziani nel 1343 da sua madre Anna di Savoia, in cambio di 30.000 ducati. Non avendo però denaro per riscattare i gioielli, Giovanni fece una generosa proposta alla repubblica di Venezia: avrebbe dato l'isola di Tenedo, che controllava l'ingresso allo stretto dell'Ellesponto, in cambio dei gioielli, di 25.000 ducati e di 6 navi da guerra. Il doge Andrea Contarini accettò senza esitazione, ma Andronico IV, che intanto governava l'impero in vece del padre, con l'appoggio dei genovesi si rifiutò di consegnare l'isola ai veneziani. Questi ultimi non diedero quindi nessun ducato a Giovanni, che non aveva più denaro per pagarsi il ritorno a Costantinopoli e quindi era come prigioniero dei veneziani.
Andronico non fece nulla per liberare il padre ma Manuele raccolse il denaro necessario e, nonostante le difficoltà procurate dalla neve, riuscì ad attraversare velocemente la via Egnazia e giunse a Venezia. Finalmente, nel marzo 1371, Giovanni era di nuovo libero.

### Vassallo del sultano
Nel 1373 Giovanni fu costretto a diventare vassallo del sultano Murad I e nel maggio dello stesso anno dovette andare a combattere insieme al sultano in Asia Minore. Andronico, contrario alla sottomissione del padre a Murad, si ribellò ad entrambi con l'aiuto del figlio di Murad Savci Bey, ma la sua rivolta fu soffocata ed egli fu incarcerato nella torre Anema, diseredato e semi accecato insieme al figlio Giovanni VII, che era ancora un bambino. Giovanni fece chiamare Manuele da Tessalonica, arrivò a Costantinopoli il 25 settembre e fu incoronato coimperatore.

### La rivolta di Andronico IV
Nel 1376 i genovesi fecero evadere di prigione Andronico, che si presentò a Murad chiedendo truppe per prendere Costantinopoli: in cambio egli avrebbe concesso ai turchi Gallipoli. Murad accettò di buon grado, così Andronico assaltò subito la capitale, difesa da Giovanni e Manuele che infine si dovettero arrendere. Andronico li fece rinchiudere con tutta la famiglia imperiale nella torre Anema.
Nel 1379 la famiglia imperiale riuscì a liberarsi e si rifugiò a Crisopoli, ove era accampato Murad. Manuele promise a quest'ultimo che se li avesse aiutati a riconquistare il potere, avrebbero aumentato il tributo da versare a lui e gli avrebbero consegnato la città di Filadelfia, ultima città bizantina in Asia Minore. Murad accettò il patto e diede un esercito a Manuele e Giovanni che inoltre furono appoggiati dai veneziani, desiderosi di togliere il potere al filogenovese Andronico, e per questo fornirono una piccola flotta a Manuele ed a Giovanni. Il 1º luglio 1379 Manuele e Giovanni entrarono da vincitori a Costantinopoli, mentre Andronico scappò a Galata, colonia genovese. La guerra civile si protrasse fino all'aprile 1380 quando finalmente le due parti si accordarono e Andronico sarebbe tornato ad essere l'erede al trono. Ma questo accordo toglieva a Manuele il diritto al trono ed egli non la prese bene: nonostante fosse sempre stato fedele al padre, non riusciva più a sopportare il disfattismo ed il malgoverno del padre. Si rifiutò quindi di riconoscere agli ottomani il dominio balcanico, che il padre aveva concesso.

### La caduta di Tessalonica

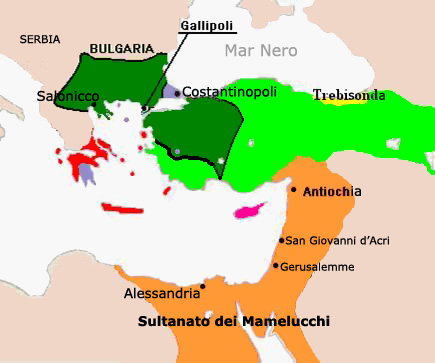
L'impero bizantino (blu) nel 1389.

Nell'autunno 1382 Manuele tornò a ricoprire la carica di despota di Tessalonica e nell'ottobre 1383 gli ottomani iniziarono ad assediare la città. Nel giugno 1385 Andronico morì e Manuele tornava ad essere l'erede al trono dell'impero bizantino. Manuele il 6 aprile 1387 partì per Lesbo e Tessalonica si consegnò agli ottomani il 9 aprile.
Manuele dovette riconoscere di essersi sbagliato nei confronti del padre e cercò la riconciliazione, visto che la politica pacifista con i turchi si era rivelata giusta ma Giovanni lo obbligò, come penitenza, ad andare in esilio nell'isola di Lesbo per quasi due anni. Il 31 marzo 1390 Giovanni fece tornare Manuele a Costantinopoli.

### La ribellione di Giovanni VII e la morte
Nella notte del 13 aprile Giovanni VII Paleologo, figlio di Andronico IV, a capo di alcune truppe ottomane fornite dal nuovo sultano Bajazet I, detronizzò Giovanni V. Ma l'imperatore non fuggì da Costantinopoli ed insieme al figlio Manuele ed a coloro che gli erano fedeli, si barricò nella torre della Porta Aurea, dove si preparò a resistere all'assedio del nipote. Dopo un po' di tempo Manuele fu mandato dal padre in cerca d'aiuto. Questi trovò in aiuto cinque galee, con le quali arrivò a Costantinopoli il 25 agosto. Il 17 settembre Giovanni V ordinò a i suoi uomini di uscire dalla torre silenziosamente, per compiere un'imboscata agli uomini del nipote. Quest'ultimo fu preso alla sprovvista e fu costretto a fuggire dalla capitale. Dopo questa vittoria l'imperatore Giovanni V insieme a suo figlio Manuele, ed ai suoi fidati, tornò trionfante verso il palazzo delle Blacherne. Ma la vittoria di Giovanni V su Giovanni VII fece infuriare il sultano Bajazet I, che ordinò a Manuele e a Giovanni VII di accompagnarlo nella sua nuova campagna militare.
Il 16 febbraio 1391 Giovanni V morì di gotta e gli succedette il figlio Manuele II Paleologo.

## Matrimonio e discendenza
Giovanni sposò Elena Cantacuzena, figlia di Giovanni VI Cantacuzeno e di Irene Asanina, dalla quale ebbe numerosi figli, tra i quali:
- Andronico IV Paleologo (1348-1385), usurpò il trono dal 1376 al 1379.
- Irene Paleologa (1349 circa - dopo il 1362). Nel 1360 sposò suo cugino, il principe ottomano Halil Bey, figlio di Orhan I e Teodora Cantacuzena, ed ebbe due figli;
- Manuele II Paleologo (1350-1425), imperatore bizantino dal 1391 al 1425;
- Teodoro I Paleologo, (1355-1407), despota della Morea dal 1383 fino al 1407. Nel 1404, sua figlia sposò Süleyman Çelebi, figlio di Bayezid I;
- Michele Paleologo, despota di Tessalonica, rivendicò il trono dell'impero di Trebisonda ma fu assassinato (1376 o 1377);
- Maria Paleologa, sposò Murad I, figlio di Orhan;
- ? Paleologa, sposò Bayezid I, figlio di Murad I;
- ? Paleologa, promessa sposa di Pietro II di Cipro;
- ? Paleologa, sposò Yakub Çelebi, figlio di Murad I;
- ? Paleologa, anch'essa si fece monaca nel 1373.

Ebbe inoltre almeno una figlia illegittima:
- Isabella Zampia Paleologa (n. c.1380), che sposò Ilario Doria. Sua figlia, Zampia Paleologa Doria, sposò un principe ottomano, Küçük Mustafa, figlio di Mehmed I.

## Ascendenza
|                         |                      |                         | Genitori                      |  |  | Nonni |  |  | Bisnonni               |  |  | Trisnonni              |  |
|                         |                      |                         |                               |  |  |       |  |  | Andronico II Paleologo |  |  | Michele VIII Paleologo |  |
|                         |                      |                         |                               |  |  |       |  |  | Andronico II Paleologo |  |  | Michele VIII Paleologo |  |
|                         |                      | Teodora Ducas Vatatzina |                               |  |  |       |  |  | Andronico II Paleologo |  |  |                        |  |
| Michele IX Paleologo    |                      |                         |                               |  |  |       |  |  | Andronico II Paleologo |  |  |                        |  |
|                         |                      | Anna d'Ungheria         | Stefano V d'Ungheria          |  |  |       |  |  |                        |  |  |                        |  |
|                         |                      | Anna d'Ungheria         | Stefano V d'Ungheria          |  |  |       |  |  |                        |  |  |                        |  |
|                         |                      | Anna d'Ungheria         | Elisabetta dei Cumani         |  |  |       |  |  |                        |  |  |                        |  |
| Andronico III Paleologo |                      | Anna d'Ungheria         |                               |  |  |       |  |  |                        |  |  |                        |  |
|                         |                      | Leone III d'Armenia     | Aitone I d'Armenia            |  |  |       |  |  |                        |  |  |                        |  |
|                         |                      | Leone III d'Armenia     | Aitone I d'Armenia            |  |  |       |  |  |                        |  |  |                        |  |
|                         |                      | Leone III d'Armenia     | Isabella d'Armenia            |  |  |       |  |  |                        |  |  |                        |  |
| Rita d'Armenia          |                      | Leone III d'Armenia     |                               |  |  |       |  |  |                        |  |  |                        |  |
|                         |                      | Keran di Lampron        | Aitone IV di Lampron          |  |  |       |  |  |                        |  |  |                        |  |
|                         |                      | Keran di Lampron        | Aitone IV di Lampron          |  |  |       |  |  |                        |  |  |                        |  |
|                         |                      | Keran di Lampron        | …                             |  |  |       |  |  |                        |  |  |                        |  |
| Giovanni V Paleologo    |                      | Keran di Lampron        |                               |  |  |       |  |  |                        |  |  |                        |  |
|                         | Tommaso II di Savoia | Tommaso I di Savoia     |                               |  |  |       |  |  |                        |  |  |                        |  |
|                         | Tommaso II di Savoia | Tommaso I di Savoia     |                               |  |  |       |  |  |                        |  |  |                        |  |
|                         | Tommaso II di Savoia | Margherita di Ginevra   |                               |  |  |       |  |  |                        |  |  |                        |  |
| Amedeo V di Savoia      | Tommaso II di Savoia |                         |                               |  |  |       |  |  |                        |  |  |                        |  |
|                         |                      | Beatrice Fieschi        | Teodoro Fieschi               |  |  |       |  |  |                        |  |  |                        |  |
|                         |                      | Beatrice Fieschi        | Teodoro Fieschi               |  |  |       |  |  |                        |  |  |                        |  |
|                         |                      | Beatrice Fieschi        | Simona de Volta di Capo Corso |  |  |       |  |  |                        |  |  |                        |  |
| Anna di Savoia          |                      | Beatrice Fieschi        |                               |  |  |       |  |  |                        |  |  |                        |  |
|                         |                      | Giovanni di Brabante    | Enrico III di Brabante        |  |  |       |  |  |                        |  |  |                        |  |
|                         |                      | Giovanni di Brabante    | Enrico III di Brabante        |  |  |       |  |  |                        |  |  |                        |  |
|                         |                      | Giovanni di Brabante    | Alice di Borgogna             |  |  |       |  |  |                        |  |  |                        |  |
| Maria di Brabante       |                      | Giovanni di Brabante    |                               |  |  |       |  |  |                        |  |  |                        |  |
|                         |                      | Margherita di Fiandra   | Guido di Dampierre            |  |  |       |  |  |                        |  |  |                        |  |
|                         |                      | Margherita di Fiandra   | Guido di Dampierre            |  |  |       |  |  |                        |  |  |                        |  |
|                         |                      | Margherita di Fiandra   | Matilde di Bethune            |  |  |       |  |  |                        |  |  |                        |  |
|                         |                      | Margherita di Fiandra   |                               |  |  |       |  |  |                        |  |  |                        |  |

## Galleria d'immagini

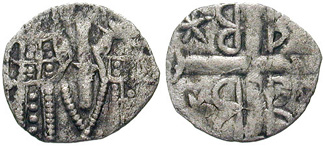
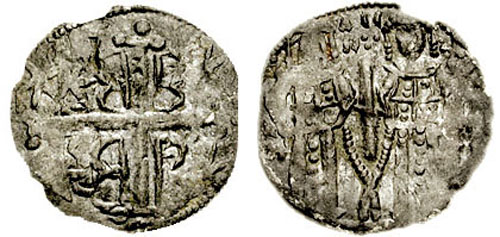
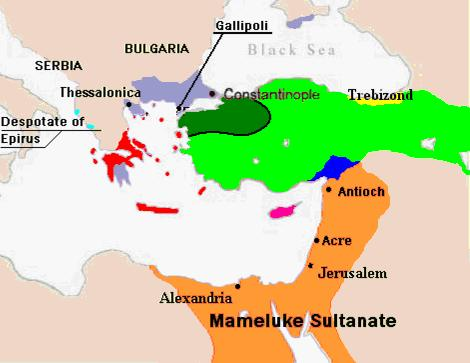
L'impero bizantino nel 1350.
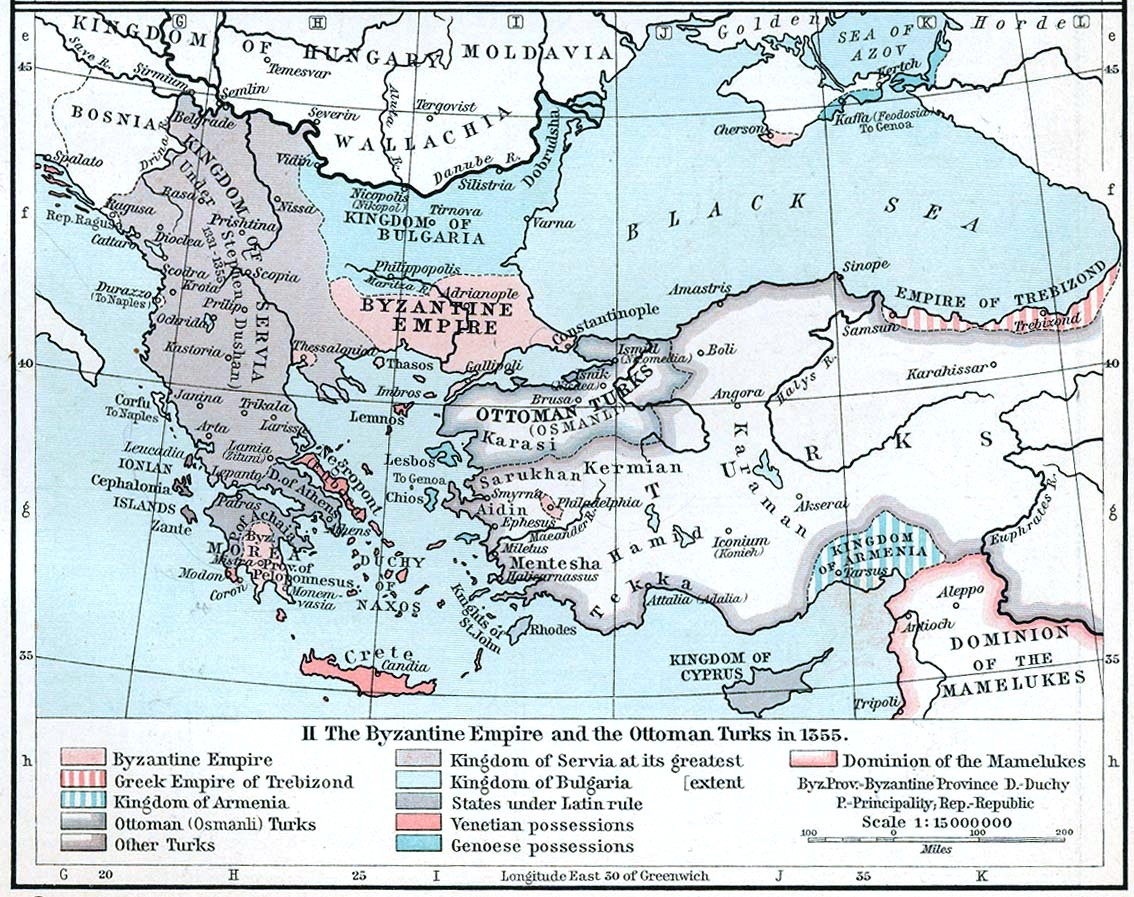
L'impero bizantino nel 1355.
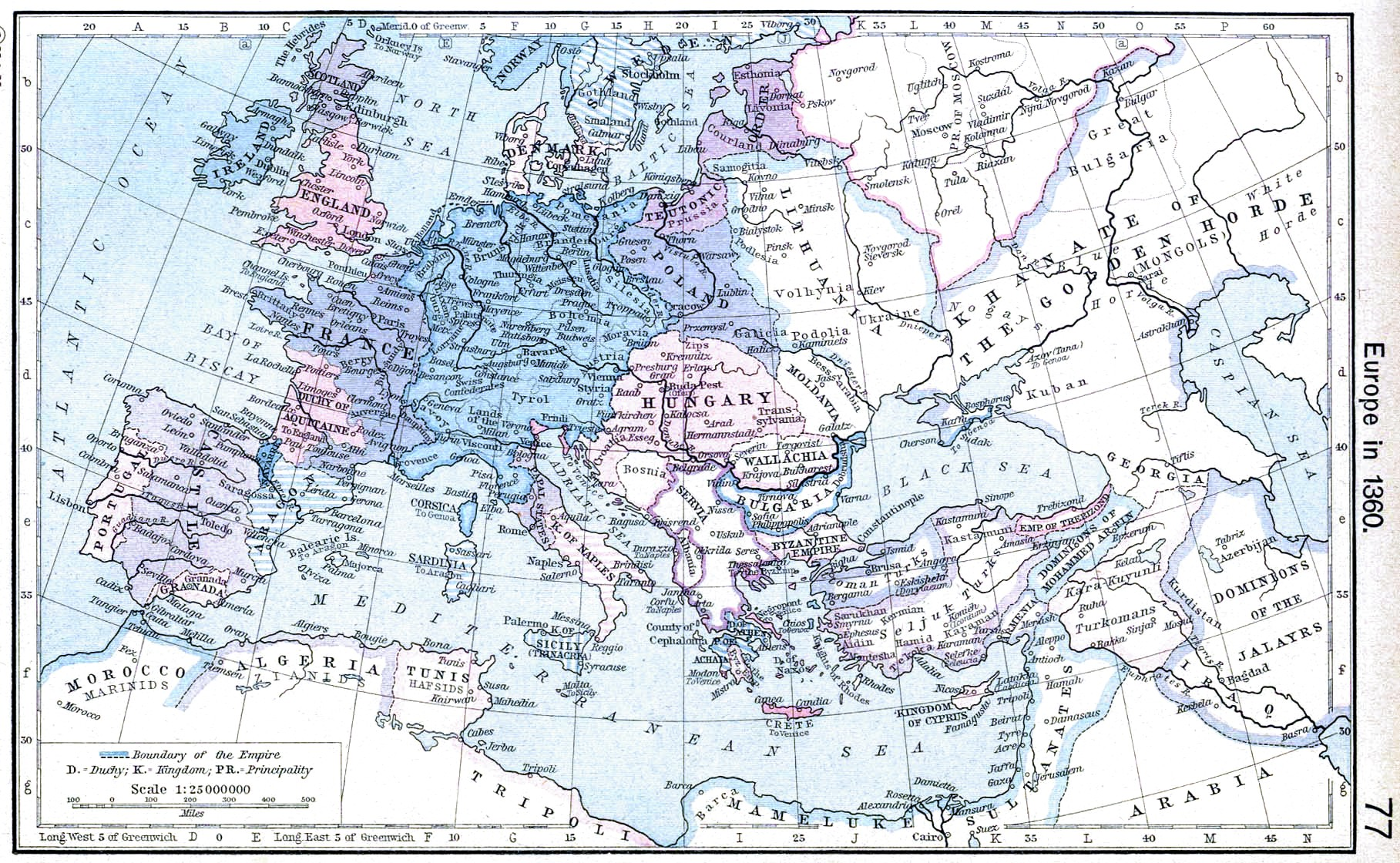
L'impero bizantino nel 1360.
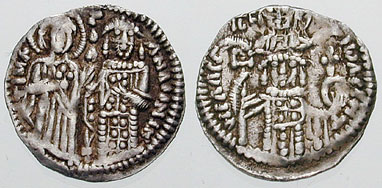
Tornese raffigurante Giovanni V Paleologo.